# Fedor Aranicki
Fedor Aranicki (* 15. November 1985 in Novi Sad, Jugoslawien) ist ein ehemaliger serbischer Eishockeytorwart, der seine Karriere bei den beiden Novi Sader Vereinen HK Vojvodina Novi Sad und HK NS Stars in der serbischen Eishockeyliga verbrachte.

## Karriere
Fedor Aranicki begann seine Karriere als Eishockeytorwart beim HK Vojvodina Novi Sad aus seiner Geburtsstadt. Mit dem Klub wurde er 2003 jugoslawischer und 2004 serbisch-montenegrinischer Meister. 2009 unterbrach er seine Karriere für sechs Jahre. Von 2015 bis 2018 spielt er mit dem Lokalrivalen HK NS Stars in der serbischen Eishockeyliga. Anschließend beendete er seine Karriere endgültig.

### International
Für Jugoslawien stand Aranicki im Juniorenbereich bei den U18-Weltmeisterschaften der Europadivision 2 2000, der Division III 2001 und 2002 sowie bei der U20-Weltmeisterschaft der Division III 2002 im Tor. Nach der Aufspaltung des Landes spielte er für Serbien und Montenegro bei der U18-Weltmeisterschaften der Division II 2003 sowie bei den U20-Weltmeisterschaften der Division II 2003, 2004 und 2005.
Im Herrenbereich nahm er mit der serbisch-montenegrinischen Mannschaft an den Weltmeisterschaften der Division II 2005, als er aber nicht zum Einsatz kam, sowie an der Olympiaqualifikation für die Winterspiele 2006 in Turin teil. Nachdem sich Montenegro von Serbien getrennt hatte, spielte er mit der serbischen Auswahl bei den Weltmeisterschaften 2007, 2008 und 2009. Zudem vertrat er Serbien bei der Qualifikation für die Olympischen Winterspiele in Vancouver 2010.

## Erfolge und Auszeichnungen
- 2002 Aufstieg in die Division II bei der U18-Weltmeisterschaft der Division III
- 2002 Aufstieg in die Division II bei der U20-Weltmeisterschaft der Division III
- 2003 Jugoslawischer Meister mit dem HK Vojvodina Novi Sad
- 2004 Serbisch-montenegrinischer Meister mit dem HK Vojvodina Novi Sad
- 2009 Aufstieg in die Division I bei der Weltmeisterschaft der Division II, Gruppe A